# Trydenckie Bractwo Kapłańskie
Trydenckie Bractwo Kapłańskie (hiszp. Sociedad Sacerdotal Trento) – wspólnota tradycyjnokatolicka nurtu sedewakantystycznego, założona w 1993 roku przez meksykańskich kapłanów rzymskokatolickich, którzy podążając drogą wyznaczoną przez ks. Saenza y Arriagę i bp. Carmonę y Riverę, odrzucili postanowienia Soboru Watykańskiego II.
W 2000 roku konfraternia zrzeszała 16 kapłanów i 18 seminarzystów, prowadzi na terenie Meksyku 10 regularnych parafii i 30 misji, zapewniając posługę sakramentalną dla ponad 10 tys. wiernych. Z Bractwem związany jest też ściśle żeński konwent położony w pobliżu miasta Dos Caminos, erygowany w latach 80. przez bp. Carmonę. 
W Meksyku istnieje kilka miejscowości, gdzie większość mieszkańców to tradycyjni katolicy, w których posiadaniu znajdują się wszystkie miejscowe świątynie, w związku z czym obrzędy Kościoła rzymskokatolickiego sprawowane są w prywatnych domach. 
Od 1986, w pobliżu miasta Hermosillo, w stanie Sonora, działa Wyższe Seminarium Duchowne pw. Najświętszych Serc Jezusa i Maryi. Od 1995, w miejscowości Guadalajara, funkcjonuje niższe seminarium pw. św. Michała Archanioła. 
Generalnym przełożonym Bractwa jest ks. Daniel Perez Gómez, posługę biskupa sprawuje bp. Martin Davila Gandara, konsekrowany w maju 1999 roku przez dwóch amerykańskich biskupów – M. Pivarunasa i D. L. Dolana. 
Konfraternia Trydencka prowadzi również apostolat na południu Stanów Zjednoczonych w stanie Teksas oraz w kilku krajach Ameryki Łacińskiej.